# 구층요탑: 전설의 부활
구층요탑: 전설의 부활(九层妖塔, Chronicles of the Ghostly Tribe)은 중국에서 제작된 루추안 감독의 2015년 판타지, 액션, 스릴러 영화이다. 조우정 등이 주연으로 출연하였다.

## 출연

### 주연
- 조우정
- 야오천
- 리천
- 당언
- 봉소악

### 조연
- 왕경상

## 제작진
- 시각효과: 김종규